# Shirase (1981)
Shirase (japanska: しらせ) är en japansk isbrytare som är uppkallad efter Shiraseglaciären som i sin tur är uppkallad efter den japanska polarforskaren Nobu Shirase.
Hon togs i drift i november 1982 som 
Japans tredje isbrytare och deltog i 25 antarktiska expeditioner med   en besättning på 170 personer och  60 forskare. Shirase hade två helikoptrar ombord och kunde bryta 1,5 meter tjock is med en fart på 3 knop.
Hon togs ur drift den 30 juli 2008 och efterträddes av en nybyggd isbrytare med samma namn. Det var meningen att Shirase skulle skrotas men det fördröjdes på grund av låga marknadspriser för stålskrot. Fartyget övertogs av den japanska vädertjänsten Weathernews och öppnade som museifartyg i  Funabashi år 2010.